# Centro Cultural Alto Vera Cruz
O Centro Cultural Alto Vera Cruz de Belo Horizonte foi inaugurado em dezembro de 1996, por meio de recursos aprovados no Orçamento Participativo de 1995. Ele representa para a comunidade um espaço aglutinador de suas manifestações culturais e sociais, contribuindo para o seu desenvolvimento artístico e cultural. Para isso, promove cursos de formação e capacitação, oficinas de artes, eventos culturais, realização de debates, seminários, palestras e encontros, Semana Paulo Freire e Semana do Livro, além dos serviços prestados pela biblioteca, que possui bibliografia específica para crianças.